# Alexander Ziolkewitz
Alexander Ziolkewitz (* in Bottrop) ist ein ehemaliger deutscher Fußballspieler.

## Spielerkarriere
Zu Beginn seiner Karriere spielte Ziolkewitz in seiner Heimatstadt beim VfB Bottrop in der Oberliga-Niederrhein. 1933 unterzeichnete er einen Vertrag beim SV Werder Bremen, welcher ihn nur durch die finanzielle Unterstützung des Mäzen Wolfgang Ritter (Martin Brinkmann AG) finanzieren konnte.
In der neugegründeten Gauliga Niedersachsen triumphierte der SVW auf Anhieb. In der anschließenden Endrunde um die deutsche Meisterschaft scheiterte er bereits in der Gruppenphase unter anderem am späteren deutschen Meister FC Schalke 04. Auch in den Jahren 1936 und 1937 war bereits in der Gruppenphase Endstation. Beide Male aber deutlich knapper als 1934. So verlor man 1935 lediglich beide Spiele gegen den Gruppensieger Vorwärts-Rasensport Gleiwitz und im Jahr darauf hätte am letzten Spieltag ein hoher Sieg gegen Schalke gereicht, es wurde allerdings lediglich 2:2 gespielt. Im selben Jahr flog Werder als erste Mannschaft per Lufthansa-Flugzeug zu einem DM-Spiel. 1942 zog Ziolkewitz zwar mit seinem Klub nach Siegen gegen Hamborn und Eimsbüttel ins Viertelfinale ein, scheiterte dort aber an Kickers Offenbach.
Insgesamt bestritt Ziolkewitz für Werder Bremen 20 Spiele in DM-Endrunden, wobei er sechs Tore erzielte.
Bei den Bremern gehörte Ziolkewitz zehn Jahre lang zum Stammpersonal und auch bei der niedersächsischen Auswahl durfte er aufgrund seiner Torgefahr das ein oder andere Mal mitwirken.
1943 wechselte er dann zu Hertha BSC. Mit der Alten Dame gelang ihm umgehend der Gewinn der Gauliga Berlin-Brandenburg. Dadurch trat er mit den Berlinern in der Endrunde um die deutsche Meisterschaft an, wobei er allerdings nur das Erstrunden-Spiel gegen den LSV Danzig bestritt, welches 0:0 endete. Im mit 7:1 gewonnenen Wiederholungsspiel spielte er dann nicht mehr mit und auch beim 4:2-Erfolg über Holstein Kiel und dem Viertelfinal-Aus beim HSV Groß-Born wirkte er nicht mehr mit. Im Anschluss an die Saison beendete Ziolkewitz seine Fußballerkarriere.

## Erfolge
- Gaumeister Niedersachsen: 1934, 1936, 1937, 1942
- Gaumeister Berlin-Brandenburg: 1944